# Szechuanosaurus campi
Lo szechuanosauro (Szechuanosaurus campi) è un dinosauro carnivoro, di incerta collocazione sistematica e di dubbia identità. Tutto ciò che si conosce di questo dinosauro sono alcuni denti fossili mal conservati ritrovati in Cina in strati del Giurassico superiore (Oxfordiano, circa 160 milioni di anni fa). 

## Classificazione
Descritto per la prima volta nel 1942, questo dinosauro è piuttosto noto nella letteratura divulgativa, in quanto è uno dei primi dinosauri carnivori scoperti in Cina. A Szechuanosaurus è stato attribuito del tutto arbitrariamente anche uno scheletro privo di cranio, in buono stato di conservazione, noto come "Szechuanosaurus" zigongensis o "Szechuanoraptor". La decisione di attribuire lo scheletro allo stesso genere è dovuta alla presunta rassomiglianza tra i denti di S. campi e alcuni denti ritrovati nei pressi dello scheletro; in realtà i denti non si distinguono molto bene da quelli di molti altri grossi teropodi, e quindi non vi è modo di collegare S. campi al successivo ritrovamento. Szechuanosaurus è stato avvicinato di volta in volta a Ceratosaurus, Yangchuanosaurus e Megalosaurus, considerandolo un sinraptoride.